# Дозил
Дозил (фр. Dozulé) насеље је и општина у северној Француској у региону Доња Нормандија, у департману Калвадос која припада префектури Лисје.
По подацима из 2011. године у општини је живело 1970 становника, а густина насељености је износила 376,67 становника/km². Општина се простире на површини од 5,23 km². Налази се на средњој надморској висини од 22 метара (максималној 139 m, а минималној 8 m).

## Демографија
| 1962. | 1968. | 1975. | 1982. | 1990. | 1999. | 2011. |
| ----- | ----- | ----- | ----- | ----- | ----- | ----- |
| 934   | 984   | 1.279 | 1.407 | 1.515 | 1.615 | 1.970 |

График промене броја становника у току последњих година